# Rafał Downar
Rafał Downar (ur. 1771, zm. 1854) – litewski nauczyciel i działacz społeczny, członek społeczności kalwińskiej na Litwie, superintendent generalny Jednoty Litewskiej (1845–54).
Pochodził z osiadłej na Litwie rodziny kalwińskiej. Był synem Karola Downara (zm. 1777) i jego drugiej żony Ludwiki.
Nauki początkowe pobierał w gimnazjum kalwińskim w Słucku. Studiował teologię w Królewcu i Lejdzie. W latach 1797–1821 nauczał w ewangelickim gimnazjum w Kiejdanach. W 1822 roku został członkiem Komisji Edukacji Jednoty Litewskiej.
Od 1826 do 1853 roku pełnił funkcję kuratora alumnów Uniwersytetu Wileńskiego. W latach 1832–44 stał na czele lokalnego oddziału Ewangelickiego Towarzystwa Biblijnego.
Przyczynił się do wybudowania świątyni kalwińskiej w Wilnie w 1836 roku. W 1845 roku wybrano go superintendentem generalnym Jednoty Litewskiej, którym pozostał do śmierci.
W zawartym w 1798 roku małżeństwie z Elżbietą z Dyjakiewiczów miał dwie córki i syna.